# Línea 195A (Interurbanos Madrid)
La línea 195A de la red de autobuses interurbanos de Madrid une en un recorrido circular (sentido horario) Buitrago del Lozoya y Gargantilla del Lozoya pasando por Lozoyuela.

## Características
Esta línea, al igual que la línea 195B, une varios municipios de la Sierra Norte de Madrid entre sí con un recorrido circular que dura aproximadamente 1 h. Ambas líneas se complementan para cubrir los mismos municipios mediante recorridos circulares, y enlazan en Buitrago del Lozoya y Lozoyuela con la línea 191 para comunicar los municipios por los que circulan con Madrid.
La línea 195A y 195B son idénticas en sus recorridos circulares en sentidos inversos: la línea 195A realiza el recorrido circular en sentido horario y la línea 195B lo hace en sentido antihorario. La única diferencia es que la línea 195B entra en Garganta de los Montes en su itinerario estándar, mientras que la línea 195A lo hace solo en algunas expediciones.
Ninguna de las dos líneas entra en Canencia en sus itinerarios estándar, solo en algunas expediciones.
Las dos líneas se complementan junto con la línea 194, 194A y 195 para comunicar Canencia y Garganta de los Montes en las horas en las que dichas líneas no circulan.
Siguiendo la numeración de líneas del CRTM, las líneas que circulan por el corredor 1 son aquellas que dan servicio a los municipios situados en torno a la A-1 y comienzan con un 1. Aquellas numeradas dentro de la decena 190 corresponden a aquellas que circulan por la Sierra Norte de Madrid. En concreto, la línea 195A indica un incremento sobre la línea 195 ya que no dispone de tanta frecuencia y se necesita para enlazar con Madrid en las horas en las que no circula. Esto se hace en Buitrago del Lozoya como punto central de la comarca de la Sierra Norte desde donde parten esta y otras líneas complementarias a la línea 191.
La línea mantiene los mismos horarios todo el año (exceptuando las vísperas de festivo y festivos de Navidad).
Está operada por la empresa ALSA mediante la concesión administrativa VCM-103 - Madrid - Buitrago - Rascafría (Viajeros Comunidad de Madrid) del Consorcio Regional de Transportes de Madrid.

### Material móvil
| Marca         | Modelo   | Año         | Combustible |
| ------------- | -------- | ----------- | ----------- |
| Setra         | S 419 UL | 2011 - 2020 | Diésel      |
| Mercedes-Benz | Intouro  | 2017        | Diésel      |

### Sublíneas
Aquí se recogen todas las distintas sublíneas que ha tenido la línea 195A. La denominación de sublíneas que utiliza el CRTM es la siguiente:
- Número de línea (195A)
- Sentido de circulación (1 ida, 2 vuelta)
- Número de sublínea

Por ejemplo, la sublínea 195A103 corresponde a la línea 195A, sentido 1 (ida) y el número 03 de numeración de sublíneas creadas hasta la fecha.
| Ida     | Ruta | Itinerario                                               | Vuelta  | Ruta                              | Itinerario                        |
| 195A101 | -    | Circular Buitrago - Gargantilla                          | 195A201 | No existe la ruta "-" de vuelta"  | No existe la ruta "-" de vuelta"  |
| 195A102 | c    | Circular Buitrago - Gargantilla, por Canencia            | 195A202 | No existe la ruta "c" de vuelta"  | No existe la ruta "c" de vuelta"  |
| 195A103 | cg   | Circular Buitrago - Gargantilla, por Garganta y Canencia | 195A203 | No existe la ruta "cg" de vuelta" | No existe la ruta "cg" de vuelta" |
| 195A104 | g    | Circular Buitrago - Gargantilla, por Garganta            | 195A204 | No existe la ruta "g" de vuelta"  | No existe la ruta "g" de vuelta"  |

## Horarios
Los horarios que no sean cabecera son aproximados.
| Lunes a viernes laborables                    |           |            |          |             |             |         |              |           |            |          |
| Buitrago > Lozoyuela > Gargantilla > Buitrago |           |            |          |             |             |         |              |           |            |          |
| Buitrago                                      | Lozoyuela | El Cuadrón | Canencia | El Tomillar | Gargantilla | Pinilla | Navarredonda | San Mamés | Villavieja | Buitrago |
| 07:10                                         | 07:20     | 07:25      | 07:35    | 07:45       | 07:50       | 07:55   | 08:02        | 08:05     | 08:10      | 08:20    |
| 10:40                                         | 10:50     | 10:55      | 11:05    | 11:15       | 11:20       | 11:25   | 11:32        | 11:35     | 11:45      | 11:50    |
| 13:35                                         | 13:45     | 13:50      | →        | 14:00       | 14:05       | 14:10   | 14:17        | 14:20     | 14:25      | 14:35    |
| 17:00                                         | 17:10     | 17:15      | →        | 17:25       | 17:30       | 17:35   | 17:42        | 17:45     | 17:50      | 18:00    |
| 20:20                                         | 20:30     | 20:35      | 20:45    | 20:55       | 21:00       | 21:05   | 21:12        | 21:15     | 21:20      | 21:30    |
| Todo el año                                   |           |            |          |             |             |         |              |           |            |          |
| Sábados laborables, domingos y festivos       |           |            |          |             |             |         |              |           |            |          |
| Buitrago > Lozoyuela > Gargantilla > Buitrago |           |            |          |             |             |         |              |           |            |          |
| Buitrago                                      | Lozoyuela | El Cuadrón | Canencia | El Tomillar | Gargantilla | Pinilla | Navarredonda | San Mamés | Villavieja | Buitrago |
| 09:40                                         | 09:50     | 09:55      | 10:05    | 10:15       | 10:20       | 10:25   | 10:32        | 10:35     | 10:45      | 10:50    |
| 13:05                                         | 13:15     | 13:20      | 13:30    | 13:40       | 13:45       | 13:50   | 13:57        | 14:00     | 14:10      | 14:15    |
| 17:25                                         | 17:35     | 17:40      | 17:50    | 18:00       | 18:05       | 18:10   | 18:17        | 18:20     | 18:25      | 18:35    |

1. 1 2 3 4  Por Garganta de los Montes y Canencia
2. 1 2  Por Canencia
3. ↑  Por Garganta de los Montes

## Recorrido y paradas
La línea inicia su recorrido en la Avenida de Madrid de Buitrago del Lozoya, donde se establece correspondencia con las líneas 191A, 191B, 191C, 191D, 191E, 194A y 195B (operadas por ALSA) y las líneas 911 y 912.
Sale por esta avenida en dirección sur abandonando el casco urbano de Buitrago del Lozoya al salir a la A-1, autovía por la que circula hasta la salida de Lozoyuela, municipio al que da servicio con 4 paradas. Desde esta localidad sale por la carretera M-604.
En esta carretera tiene paradas en la localidad de El Cuadrón, el cruce de Garganta de los Montes y Canencia, y pasada la urbanización El Tomillar se desvía por la carretera M-634 en dirección a Gargantilla del Lozoya, municipio al que también da servicio así como a Pinilla de Buitrago, pedanía del mismo. Sigue por la misma carretera hasta llegar a San Mamés, localidad perteneciente a Navarredonda. Aquí toma una carretera diferente en dirección a Navarredonda para atender el casco urbano, y regresa a la M-634 siguiendo recorrido hacia Villavieja del Lozoya.
En el término municipal de Villavieja del Lozoya tiene dos paradas, y por la carretera M-634 regresa a Buitrago del Lozoya, donde tiene su cabecera.
| Código | Zona | Localidad              | Denominación                                        | Ubicación                            | Líneas de la parada                        |
| --- | ---- | ---------------------- | --------------------------------------------------- | ------------------------------------ | ------------------------------------------ |
| 12545 |      | Buitrago del Lozoya    | Avenida de Madrid - Calle Real                      | Avenida de Madrid Nº10               | 191 191D 191E 194A 195A 196 VAC-157VAC-242 |
| 11293 |      | Buitrago del Lozoya    | Avenida de Madrid - Centro de Estudios              | Avenida de Madrid Nº43               | 191 191D 191E 194A 195A 196 199A           |
| 15770 |      | Buitrago del Lozoya    | Avenida de Madrid - Carretera de Mangirón           | Avenida de Madrid Nº113              | 191 191E 194A 195A                         |
| 11736 |      | Lozoyuela              | Carretera de Torrelaguna - Guardia Civil            | Avenida de Madrid Nº16               | 191 194 194A 195 195A 195B 196             |
| 10347 |      | Lozoyuela              | Avenida de Madrid - Ayuntamiento                    | Avenida de Madrid Nº82               | 191 194 194A 195 195A 195B 196 VAC-242     |
| 11044 |      | Lozoyuela              | Avenida de Madrid - Urbanización Los Terreros       | Avenida de Madrid Nº136              | 191 191E 194 194A 195 195A 195B 196        |
| 12018 |      | Lozoyuela              | Calle de Prados Quemados - Carretera de la estación | Calle de Prados Quemados Nº10        | 191 194 194A 195 195A 195B 196             |
| 10350 |      | El Cuadrón             | Carretera M-604 - El Cuadrón                        | Carretera de Rascafría km. 2,8       | 194 194A 195 195A                          |
| Los servicios que entran en Garganta de los Montes no realizan esta parada                                                                             |      |                        |                                                     |                                      |                                            |
| 10353 |      | Garganta de los Montes | Carretera M-604 - Cruce de Garganta                 | Carretera de Rascafría Nº23          | 195 195A                                   |
| Los servicios que entran en Garganta de los Montes realizan las siguientes paradas                                                                     |      |                        |                                                     |                                      |                                            |
| 10352 |      | Garganta de los Montes | Carretera M-604 - Cruce de Garganta                 | Carretera de M-969 km. 0,1           | 194 194A 195 195A 195B                     |
| 18199 |      | Garganta de los Montes | Carretera M-969 - Prados Redondos                   | Carretera M-969 S/N.º                | 194 194A 195 195A 195B                     |
| 20423 |      | Garganta de los Montes | Garganta de los Montes - Calle de San Isidro        | Calle de San Isidro Nº30             | 194 194A 195 195A 195B                     |
| 18200 |      | Garganta de los Montes | Carretera M-969 - Prados Redondos                   | Carretera M-969 S/N.º                | 194 194A 195 195A 195B                     |
| 10351 |      | Garganta de los Montes | Carretera M-604 - Cruce de Garganta                 | Carretera M-969 km. 0,1              | 194 194A 195A 195B                         |
| Los servicios que entran en Canencia no realizan esta parada                                                                                           |      |                        |                                                     |                                      |                                            |
| 10357 |      | Garganta de los Montes | Carretera M-604 - Cruce de Canencia                 | Carretera de Rascafría km. 6,5       | 194 194A 195A                              |
| Paradas de los servicios que entran en Canencia |      |                        |                                                     |                                      |                                            |
| 10356 |      | Garganta de los Montes | Carretera M-629 - Cruce de Canencia                 | Carretera de Canencia km. 21,6       | 194 194A 195 195A 195B                     |
| 10360 |      | Canencia               | Canencia - Plaza de la Constitución                 | Plaza de la Constitución Nº16        | 194 194A 195 195A 195B                     |
| 11028 |      | Garganta de los Montes | Carretera M-629 - Cruce de Canencia                 | Carretera de Canencia km. 21,6       | 194 194A 195 195A                          |
| Paradas del itinerario normal |      |                        |                                                     |                                      |                                            |
| 20809 |      | Gargantilla del Lozoya | Carretera M-604 - Urbanización El Tomillar          | Carretera de Rascafría km. 7,3       | 194 194A 195 195A                          |
| 10364 |      | Gargantilla del Lozoya | Carretera M-634 - Cruce de Gargantilla              | Camino de la Estación S/N.º          | 195 195A                                   |
| 12339 |      | Gargantilla del Lozoya | Carretera M-634 - Urbanización la Dehesa            | Avenida de la Estación Nº13500       | 195 195A                                   |
| A partir de aquí comienza el servicio de vuelta. La hora de paso por esta parada es aproximadamente 30 minutos después de salir de Buitrago del Lozoya |      |                        |                                                     |                                      |                                            |
| 10374 |      | Gargantilla del Lozoya | Gargantilla del Lozoya - Plaza de Carlos Ruiz       | Plaza de Carlos Ruiz Nº4             | 195 195A                                   |
| 10376 |      | Pinilla de Buitrago    | Carretera M-634 - Pinilla de Buitrago               | Carretera de Gargantilla S/N.º       | 195 195A                                   |
| 18192 |      | San Mamés              | San Mamés - Carretera de Navarredonda               | Carretera de Pinilla de Buitrago Nº2 | 195 195A                                   |
| 10378 |      | Navarredonda           | Navarredonda - Plaza de la Constitución             | Plaza de la Constitución Nº5         | 191 195 195A 195B                          |
| 10379 |      | San Mamés              | San Mamés - Plaza de la Constitución                | Plaza de la Constitución Nº1         | 191 195 195A                               |
| 10381 |      | Villavieja del Lozoya  | Villavieja del Lozoya - Carretera de la Sierra      | Camino de las Huertecillas Nº2       | 191 191A 195 195A                          |
| 16295 |      | Villavieja del Lozoya  | Villavieja del Lozoya - Urbanización Chaparritas    | Carretera M-634 km. 2,5              | 191 191A 195 195A                          |
| 12545 |      | Buitrago del Lozoya    | Avenida de Madrid - Calle Real                      | Avenida de Madrid Nº10               | 191 191D 191E 194A 195A 196 VAC-157VAC-242 |

1. 1 2 3 4  Sólo permite el descenso de viajeros
2. ↑  Sólo permite la subida de viajeros
3. 1 2  A pesar de que la denominación sugiera que la parada está en la carretera M-604, su ubicación se encuentra en la carretera M-969